# Paracortina stimula
Paracortina stimula är en mångfotingart som först beskrevs av Wang och Zhang 1993.  Paracortina stimula ingår i släktet Paracortina och familjen Paracortinidae. Inga underarter finns listade i Catalogue of Life.